# فرودگاه سونوما
فرودگاه سونوما  (به انگلیسی: Sonoma Skypark) یک فرودگاه همگانی- بهره‌برداری هوایی است که یک باند فرود آسفالت دارد و طول باند آن ۶۳۷ متر است. این فرودگاه در کشور ایالات متحده آمریکا قرار دارد و در ارتفاع ۶ متری از سطح دریا واقع شده‌است.